# تأثير غوليم
تأثير غوليم عبارة عن ظاهرة نفسية تؤدي فيها التوقعات الضعيفة التي يتم وضعها على الأفراد سواء من خلال المشرفين أو الأفراد أنفسهم إلى ضعف أداء الأشخاص. وهذا التأثير يظهر وتتم دراسته في الغالب في بيئات التعليم والتنظيم. وهو شكل من أشكال النبوءة ذاتية التحقق.

## أصل المصطلح
تمت تسمية هذا التأثير على اسم غوليم، وهو عبارة عن كائن مصنوع من الطين تم منحه الحياة من خلال رابي لويوي من براغ في الأساطير اليهودية. وحسب الأسطورة، فقد تم خلق غوليم في البداية من أجل حماية اليهود الذين يسكنون براغ، ومع ذلك، ومع مرور الوقت، زاد مستوى فساد غوليم أكثر وأكثر إلى درجة خروجه بشكل متصاعد عن السيطرة وضرورة تدميره. وقد تمت تسمية هذا التأثير على اسم غوليم الموجود في الأسطورة في عام 1982 على يد باباد وإنبار وروزنثال لأنه «يمثل اهتمام العلماء والمعلمين الاجتماعيين، والذي يتركز على التأثيرات السلبية للنبوءات ذاتية التحقق».

## تأثير غوليم
يحتوي تأثير غوليم على مبادئ أساسية مشابهة للغاية لنظيره النظري، تأثير بجماليون. وقد أظهرت نظرية روبرت روزنثال ولينور جاكوبسون بيجماليون في الفصل الدراسي والمزيد من التجارب أن توقعات المشرفين أو المدرسين لها تأثير على أداء مرؤوسيهم أو طلابهم. وأكثر المواقف التي تتم دراستها بشكل شامل فيما يتعلق بهذا التأثير هي الفصول الدراسية. فعندما يتم القول بأن هناك طالب «متميز للغاية» أو «بليد»، ليس فقط عندما يتغير سلوك المشرف لتفضيل الطلاب «المتميزين للغاية» (وهو ما يظهر من خلال زيادة المديح أو الاهتمام بالطالب)، يظهر على الطلاب أنفسهم سلوكيات تتوافق مع الصفات التي تم إطلاقها عليهم (فمثلاً، يميل الطلاب «المتميزين للغاية» للأمام بشكل أكثر في مقاعدهم بشكل أكبر من الطلاب «البلداء»). في حين أن تأثير بجماليون وأغلبية الدراسات تركز على الجانب الإيجابي للظاهرة، إلا أن تأثير غوليم يركز على الجانب السلبي منها. يؤدي المشرفون الذين تكون لهم توقعات سلبية إلى خلق سلوكيات تؤثر بالسلب على أداء مرؤوسيهم، في حين أن المرؤوسين ذاتهم يخلقون سلوكيات سلبية. وهذه الآلية تعد بمثابة المثال على النبوءة ذاتية التحقق: والتي تتعلق بفكرة أن الاعتقادات التي يعتنقها الشخص يمكن أن تقع في الحقيقة. عندما يلاحظ المشرف والمرؤوس ضعف الأداء، يتم تأكيد التوقعات السلبية وتتم تقوية الاعتقاد السائد بها.
وحتى باباد وإنبار وروزنثال، كانت الدراسات التي تتم حول التوقعات وتأثيراتها على الأداء تركز بشكل رئيسي على تأثير بجماليون. وقد قام باباد في الواقع بتقصي الحقائق حول التأثير في بحثه الذي أجراه عام 1977 للنظر في شأن الطلاب المعاقين، إلا أن بحثه الصادر في عام 1982 يعتبر المقال الذي أدى إلى ظهور تأثير غوليم بسبب عمومية الطلاب المستخدمين به. وبخلاف دراسات توقعات المدرسين - الطلاب السابقة، كان الكتاب يطلبون من المدرسين تحديد ثلاثة طلاب لهم توقعات مرتفعة وثلاثة طلاب لهم توقعات منخفضة من كل فصل، بدلاً من اختيار الأطفال أصحاب التوقعات المرتفعة ومجموعة تحكم. وبالإضافة إلى تكرار نتائج الدراسات التي كانت تدور حول تأثير بجماليون في الماضي، اكتشف المؤلفون ظهور دعم لتأثير غوليم. والمدرسون الذين تعرضوا لمعلومات متحيزة تعاملوا مع الطلاب ممن تكون التوقعات المرتبطة بهم أقل بشكل أقل احترامًا من الطلاب الذين تكون التوقعات المرتبطة بهم أعلى. وبالتالي، فقد كان أداء الطلاب الذين تكون التوقعات المرتبطة بهم أقل أسوأ من نظرائهم الذين تكون التوقعات الخاصة بهم أعلى. والمدرسون الذين تعرضوا لمعلومات متحيزة تعاملوا مع الطلاب ممن تكون التوقعات المرتبطة بهم أقل بشكل أقل احترامًا من الطلاب الذين تكون التوقعات المرتبطة بهم أعلى.
ورغم أن أغلبية الأبحاث التي كانت تبحث في تأثير غوليم كانت تركز على السياقات التعليمية، إلا أنه تمت دراسة التأثير كذلك في المواقع الإنتاجية. وهناك دراسة أجراها شرانك سبقت مقال روزنثال وجاكوبسون وكانت تتعامل مع الطيارين في أكاديمية القوات الجوية الأمريكية. وقد قال المؤلف أن «تأثير الوصم» من خلال وضع المبتدئين الواردين إلى الأكاديمية في قسم من خمسة أقسام متعلقة بالفئات يفترض أن يؤدي إلى تحديد مستويات القدرات. وقد قام ماكنات بإجراء تحليل تلوي حول الدراسات من خلال عينات من المواقع الإنتاجية، وقد وجد أن تأثير غوليم (وكذلك تأثير بجماليون) قد أثبتا صحتهما في مكان العمل تقريبًا بنفس صحتهما في الفصول الدراسية. وبالإضافة إلى ذلك، يمكن أن يؤثر تأثير غوليم على المنظمات بصفة عامة، وليس فقط على المشرفين والمرؤوسين المباشرين لهم.